# Bor (ort i Tjeckien)
Bor är en stad i Tjeckien.   Den ligger i regionen Plzeň, i den västra delen av landet, 130 km väster om huvudstaden Prag. Bor ligger 472 meter över havet och antalet invånare är 4 025.
Terrängen runt Bor är platt åt nordost, men åt sydväst är den kuperad.Runt Bor är det glesbefolkat, med 12 invånare per kvadratkilometer. Närmaste större samhälle är Tachov, 13,8 km nordväst om Bor. I omgivningarna runt Bor växer i huvudsak blandskog.